# Centemopsis rubra
Centemopsis rubra är en amarantväxtart som först beskrevs av Lopr., och fick sitt nu gällande namn av Schinz. Centemopsis rubra ingår i släktet Centemopsis och familjen amarantväxter. Inga underarter finns listade i Catalogue of Life.